# Isabellflankenschnäpper

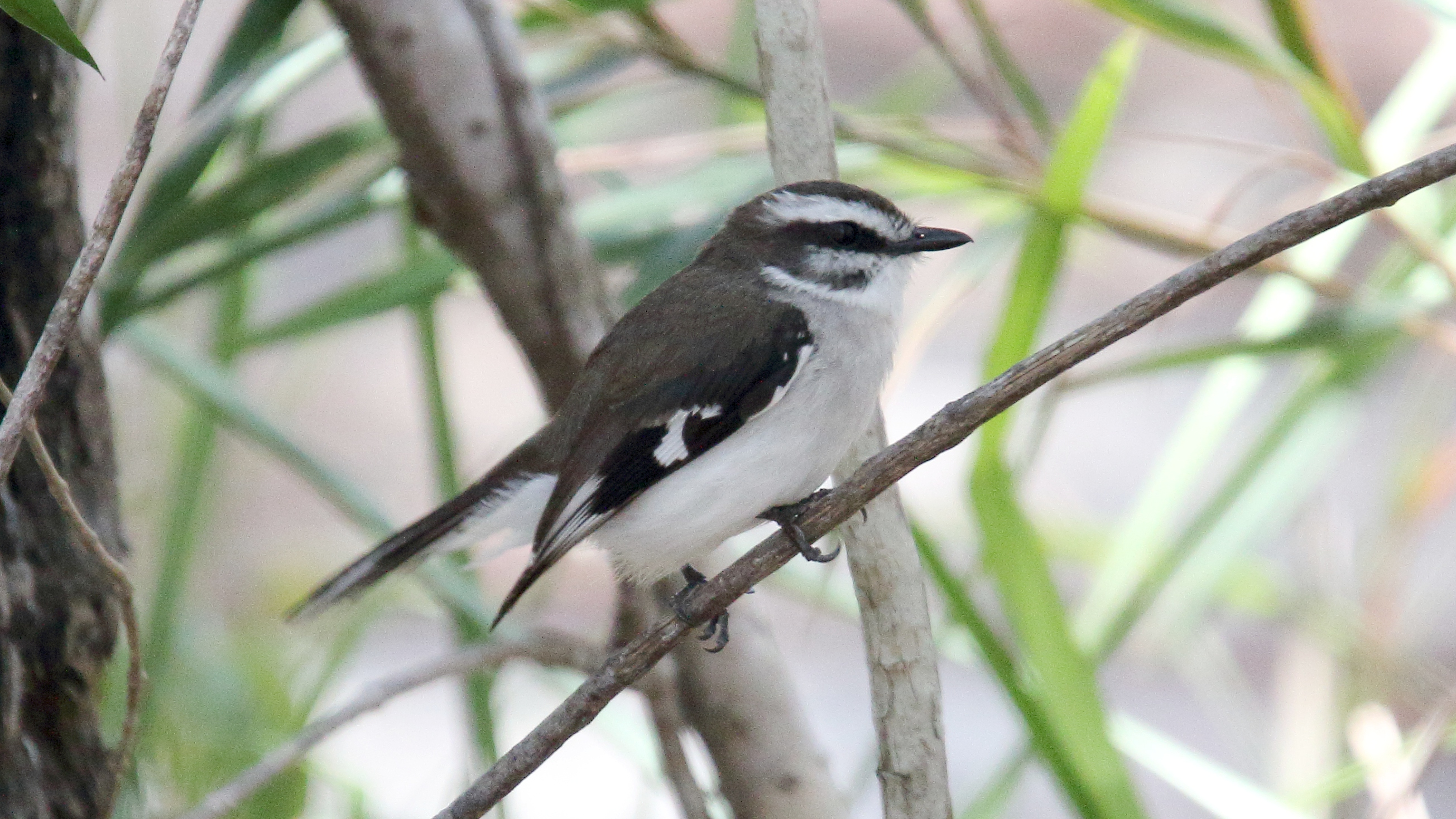
Augenstreifschnäpper
(zum Vergleich)

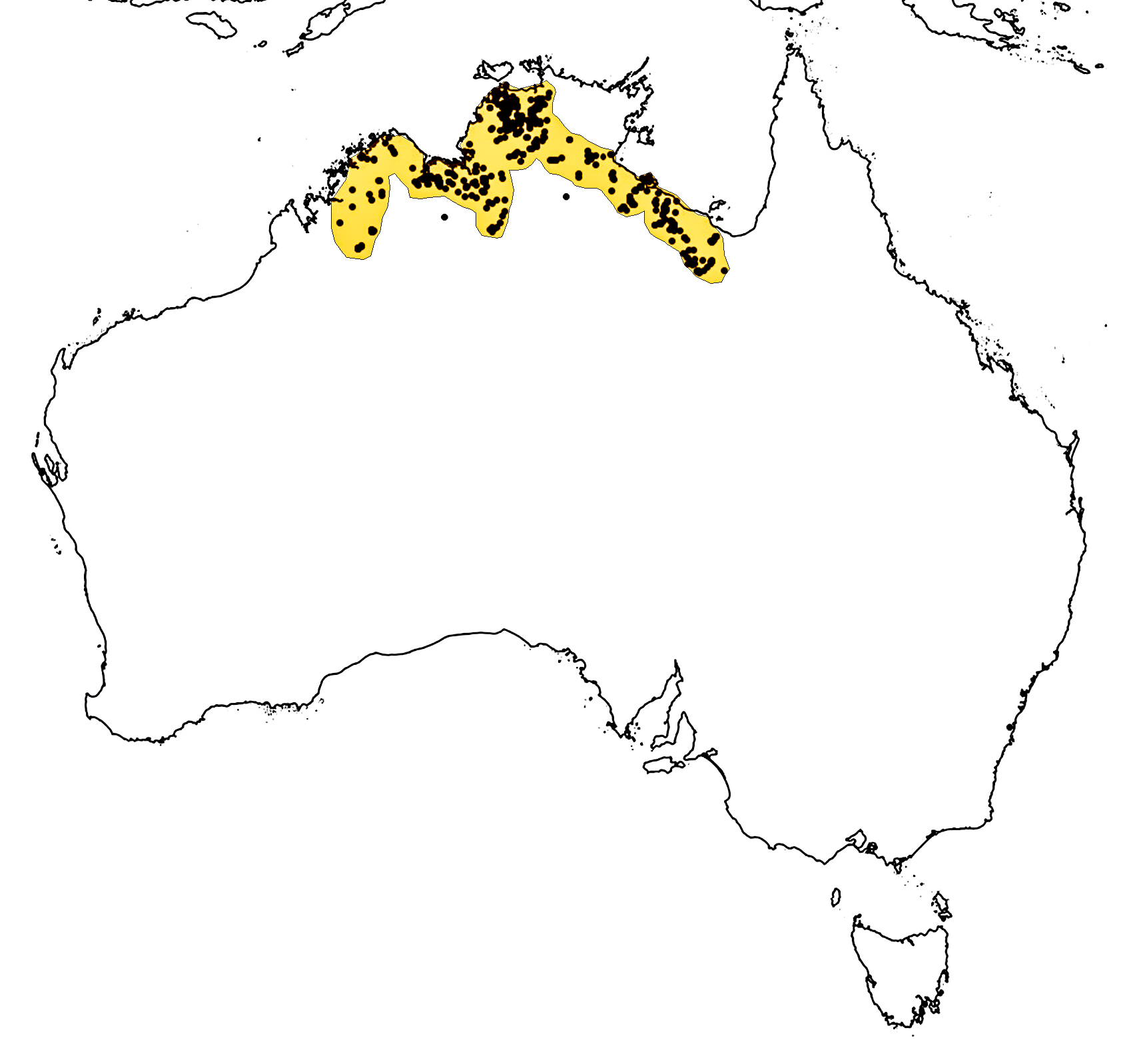
Verbreitungsgebiet des Isabellflankenschnäppers

Der Isabellflankenschnäpper (Poecilodryas cerviniventris) ist ein endemisch in Australien vorkommender Singvogel aus der Familie der Südseeschnäpper (Petroicidae).

## Merkmale
Isabellflankenschnäpper erreichen eine Länge von 18 Zentimetern und ein Gewicht von 20 bis 25 Gramm. Männchen sind größer und schwerer als Weibchen. Die Geschlechter unterscheiden sich farblich nicht. Sie haben einen schwarzbraunen Kopf und eine ebenso gefärbte Oberseite. Die Kehle und ein breiter Überaugenstreif sind weiß, ebenso Brust und Bauch. Die Flanken sind isabellfarben. Die schwarzbraunen Flügel sind mit einer weißen Musterung sowie einem weißlichen Streifen versehen, der sich beidseitig über Arm- und Handschwingen erstreckt. Dieser Streifen wird erst im Fluge sichtbar. Die Schwanzfedern haben ebenfalls eine schwarzbraune Farbe und zeigen weiße Spitzen. Beine und Füße sind dunkelgrau, der Schnabel schwarz und die Iris schwarzbraun.

## Ähnliche Arten
Bei dem im Nordosten Australiens vorkommenden Augenstreifschnäpper (Poecilodryas superciliosa) sind die Flanken weiß.

## Verbreitung, Unterarten und Lebensraum
Isabellflankenschnäpper kommen im Norden Australiens vor. Die Verbreitung erstreckt sich von der Kimberleyregion im Nordwesten von Western Australia durch den Norden des Northern Territory bis zur südlichen und westlichen Küstenregion des Golf von Carpentaria in Queensland. Bevorzugter Lebensraum sind dichte Uferwälder mit Mangrovenbestand. Unterarten werden nicht geführt.

## Lebensweise
Isabellflankenschnäpper jagen, indem sie von einem leicht erhöhten Ansitz nach Beutetieren Ausschau halten. Sobald ein geeignetes Objekt erspäht wird, stürzen sie sich auf die Beute, hauptsächlich auf Insekten sowie weitere Wirbellose. Eine Beobachtungsstudie ergab, dass 95 % der erfolgreichen Futtersuchaktionen an der Oberfläche stattfanden und die restlichen 5 % durch das Fangen fliegender Insekten. Weitere Beobachtungen ergaben, dass sich 85 % der Beutetiere in Höhen von bis zu drei Metern in der Vegetation über dem Erdboden befanden.
Die Fortpflanzung erfolgt im gesamten Vorkommensgebiet in den wärmeren Monaten und der Regenzeit zwischen Oktober und März. Ein Gelege besteht in der Regel aus zwei Eiern, die farblich von hellgrün bis dunkel olivgrün variieren und rotbraun gesprenkelt sind. Nester werden in der dichten Vegetation in der Nähe von Wasserstellen gebaut und bevorzugt in der Gabel eines Baumes oder Strauches angelegt. Die Nester werden aus Zweigen, Rindenstreifen, Weinreben und Wurzeln, die mit Spinnenfäden verbunden werden, gefertigt und mit Gras und Federn ausgekleidet. Die Art wird zuweilen von Kuckucken parasitiert.

## Gefährdung
Obwohl die Bestände des Isabellflankenschnäppers im Rückgang begriffen sind, wird die Art von der Weltnaturschutzorganisation IUCN als „least concern = nicht gefährdet“ geführt.